# Шипилов, Пётр Фёдорович
Пётр Фёдорович Шипилов — советский военнослужащий, участник Великой Отечественной войны, полный кавалер ордена Славы, командир отделения 340-й отдельной разведывательной роты (274-я стрелковая дивизия, 69-я армия, 1-й Белорусский фронт), ефрейтор.

## Биография
Пётр Фёдорович Шипилов родился в крестьянской семье в селе Никольское-на-Еманче Нижнедевицкого уезда Воронежской губернии (в настоящее время Хохольский район Воронежской области). Окончил семилетнюю школу, работал в колхозе.
С началом Великой Отечественной войны Шипилов Хохольским райвоенкоматом был призван в ряды Красной армии. С декабря 1941 года на фронте. Приказом по 181 дивизии от 15 апреля 1943 года он был награждён медалью «За боевые заслуги».
В марте 1944 года близ села Озеряны Турийского района Волынской области Украины рядовой Шипилов, в составе разведгруппы, сразил около 8 солдат противника, разбил ручной пулемёт, добыл ценные документы и доставил их в часть. Приказом по 274 дивизии от 22 марта 1944 года он был награждён орденом Славы 3-й степени.
19 июля 1944 года, преследуя отступающего противника Шипилов с разведгруппой, наткнулся на заслон противника и был ими обстрелян. Он пошёл на сближение и по сигналу командира в числе первых бросился в атаку. Ведя огонь из автомата, он убил одного солдата противника, а когда закончились патроны, атаковал противника гранатами. Когда закончились гранаты, он был готов броситься врукопашную, но подоспевшие пехотные подразделения предотвратили это. Вместе с пехотой Шипилов отбил 3 контратаки противника. 20 июля 1944 года он в числе первых переправился через реку Западный Буг и с плацдарма на левом берегу обеспечивал огнём переправу строевых подразделений. Приказом по 61 корпусу от 21 июля 1944 года он был награждён орденом Отечественной войны 1-й степени.
27 июля 1944 года вместе с другими разведчиками рядовой Шипилов вплавь переправился на западный берег реки Висла в районе Казимеж-Дольны, захватили плацдарм и удерживал его под яростными атаками противника до те пор, пока не переправились основные подразделения. Был представлен к званию Героя Советского Союза, но приказом по 69-й армии от 10 октября 1944 года он был награждён орденом Красного Знамени.
25 июля 1944 года в районе деревень Яновице и Бжецке (Повят-Пулавский Люблинского воеводства) Шипилов с группой разведчиков преследовали отступающего противника на автомашине. Остановившись перед разрушенным мостиком, группа разделилась. Одна часть пошла вперёд по дороге, другая стала обходить деревню по окраине. От местных жителей разведчики узнали, что в деревне было четверо солдат противника, и начали их преследование. Противник, увидев погоню, начал отстреливаться, но патроны закончились, и солдаты бросились бежать, но пути бегства им отрезала вторая часть группы. Приказом по 69-й армии от 30 августа 1944 года рядовой Шипилов был награждён орденом Славы 2-й степени.
14 января 1945 года Шипилов, участвуя в разведке боем, убил 4-х солдат противника и захватил ценные документы.
16 января 1945 года в наступательных боях в Польше он участвовал с группой разведчиков в разведке боем. Они обнаружили двух артиллеристов-корректировщиков. Шипилов незаметно подобрался к ним и бросился на одного из них, ведшего автоматный огонь по разведчикам. После непродолжительной схватки Шипилов пленил солдата противника и дал возможность остальным разведчикам пленить ещё 3-х солдат.
18 января 1945 года с группой разведчиков он столкнулся с заслоном противника и был атакован ими. Он вступил с ними в ближний бой, а затем и в рукопашный, в результате которого он убил одного солдата прикладом автомата. Приказом по 274-й дивизии от 10 февраля 1945 года он был награждён орденом Красной Звезды.
Командир отделения ефрейтор Шипилов 15 апреля 1945 года в составе группы разведчиков из 5 человек участвовал в захвате контрольного пленного в районе восточнее деревни Мальков. Под прикрытием короткого артналёта Шипилов подобрался в проволочному заграждению и броском гранаты проделал в нём проход. Потом он бросился в траншею, где столкнулся с солдатами противника, вступил с ними в гранатный, а затем в рукопашный бой. Солдаты противника дрогнули и бросились бежать, но попали под разрывы гранат других разведчиков. С одним солдатом Шипилов вступил в единоборство, выбил у него винтовку и с помощью другого разведчика скрутил его. После чего пленного эвакуировали в расположение наших частей. Приказом по 69 армии от 19 мая 1945 года он был награждён орденом Красного Знамени
20 апреля 1945 года у населённого пункта Аренсдорф, что в 20 км северо-западнее города Франкфурт-на-Одере, ефрейтор Шипилов в составе разведывательной группы уничтожил группу солдат противника и одного взял в плен. 23 апреля возле деревни Фалькенберг-Фюрстенвальде в 21 км западнее Франкфурта-на-Одере ефрейтор Шипилов с разведчиками взорвал дзот и уничтожил 10 солдат противника. Указом Президиума Верховного Совета СССР от 15 мая 1946 года ефрейтор Шипилов был награждён орденом Славы 1-й степени.
В 1945 году Шипилов после демобилизации вернулся на родину. Жил в городе Семилуки, работал слесарем на заводе стройматериалов.
Скончался Пётр Фёдорович Шипилов 20 августа 1982 года.